# Lycoreus goudotii
Lycoreus goudotii es una especie de escarabajo del género Lycoreus, familia Elateridae. Fue descrita científicamente por Castelneau en 1836.
Se distribuye por África Oriental: Madagascar. La especie mide aproximadamente 40 milímetros de longitud (4 centímetros).

## Sinonimia
- Neolycoreus goudotii (Laporte, 1838).[3]